# Михаил Брјакин
Михаил Брјакин (рус. Михаил Валерьевич Брякин; Балашов, 9. јануар 1997) је српски шаховски велемајстор руског порекла.

## Шаховска каријера
Михаил Брјакин је постао велемајстор 2022.
Победио је на Међународном отвореном првенству централне Србије, одржаном у августу 2023. у Димитровграду. Истог месеца победио је и на Првом шаховском турниру „Chess Open 23" отвореног првенства града Пожаревца. Поделио је прво место на "Трофеју Београда 2023" са Драгишом Благојевићем, Иваном Мартићем и Суатом Аталиком.
На Првенству света у убрзаном и брзопотезном шаху које је одржано у Самарканду (Узбекистан) од 26. до 30. децембра 2023. Брјакин је освојио 125. мето у убрзаном шаху и 168. место у брзопотезном шаху.